# Marco Aurelio Fontana
Marco Aurelio Fontana (Giussano, 12 de octubre de 1984) es un deportista italiano que compitió en ciclismo de montaña en la disciplina de campo a través; aunque también disputó carreras de ciclocrós.
Participó en tres Juegos Olímpicos de Verano entre los años 2008 y 2016, obteniendo una medalla de bronce en Londres 2012, en la prueba de campo a través, y el quinto lugar en Pekín 2008, en la misma prueba.
Ganó siete medallas en el Campeonato Mundial de Ciclismo de Montaña entre los años 2008 y 2015, y siete medallas en el Campeonato Europeo de Ciclismo de Montaña entre los años 2008 y 2014.

## Medallero internacional
| Juegos Olímpicos   | Juegos Olímpicos              | Juegos Olímpicos  | Juegos Olímpicos           |
| Año                | Lugar                         | Medalla           | Competición                |
| ------------------ | ----------------------------- | ----------------- | -------------------------- |
| 2012               | Londres (Reino Unido)         | Medalla de bronce | Campo a través             |
| Campeonato Mundial |                               |                   |                            |
| Año                | Lugar                         | Medalla           | Competición                |
| 2008               | Val di Sole (Italia)          | Medalla de bronce | Campo a través por relevos |
| 2009               | Camberra (Australia)          | Medalla de oro    | Campo a través por relevos |
| 2011               | Champéry (Suiza)              | Medalla de bronce | Campo a través por relevos |
| 2012               | Leogang/Saalfelden (Austria)  | Medalla de oro    | Campo a través por relevos |
| 2013               | Pietermaritzburg (Sudáfrica)  | Medalla de oro    | Campo a través por relevos |
| 2014               | Hafjell/Lillehammer (Noruega) | Medalla de bronce | Campo a través             |
| 2015               | Vallnord (Andorra)            | Medalla de bronce | Campo a través por relevos |
| Campeonato Europeo |                               |                   |                            |
| Año                | Lugar                         | Medalla           | Competición                |
| 2008               | St. Wendel (Alemania)         | Medalla de plata  | Campo a través por relevos |
| 2010               | Haifa (Israel)                | Medalla de plata  | Campo a través por relevos |
| 2010               | Haifa (Israel)                | Medalla de bronce | Campo a través             |
| 2011               | Dohňany (Eslovaquia)          | Medalla de bronce | Campo a través por relevos |
| 2013               | Berna (Suiza)                 | Medalla de oro    | Campo a través por relevos |
| 2013               | Berna (Suiza)                 | Medalla de bronce | Campo a través             |
| 2014               | St. Wendel (Alemania)         | Medalla de bronce | Campo a través por relevos |

## Palmarés

### Ciclocrós
| 2006 - 2.º en el Campeonato de Italia de Ciclocrós 2007 - 2.º en el Campeonato de Italia de Ciclocrós 2008 - Campeón de Italia de Ciclocrós 2009 - 2.º en el Campeonato de Italia de Ciclocrós 2010 - Campeón de Italia de Ciclocrós 2011 - Campeón de Italia de Ciclocrós | 2012 - Campeón de Italia de Ciclocrós 2013 - Campeón de Italia de Ciclocrós 2014 - Campeón de Italia de Ciclocrós 2015 - Campeón de Italia de Ciclocrós 2017 - 2.º en el Campeonato de Italia de Ciclocrós 2018 - 3.º en el Campeonato de Italia de Ciclocrós |